# تشارلز إي. ميتشيل
تشارلز إي. ميتشيل (بالإنجليزية: Charles E. Mitchell)‏ هو مصرفي أمريكي، ولد في 6 أكتوبر 1877 في تشيلسي في الولايات المتحدة، وتوفي في 14 ديسمبر 1955 في نيويورك في الولايات المتحدة.

## وصلات خارجية
- تشارلز إي. ميتشيل على موقع الموسوعة البريطانية (الإنجليزية)